# Agrotis iremeli
Agrotis iremeli is een vlinder uit de familie uilen (Noctuidae). De wetenschappelijke naam is voor het eerst geldig gepubliceerd in 2001 door K. Nupponen, Ahola & Kullberg.
De soort komt voor in Europa.